# 勒克维茨
勒克维茨（德語：Röckwitz）是德国梅克伦堡-前波美拉尼亚州的市镇，隶属于梅克伦堡湖区县。总面积为14.9平方千米，截至2023年12月31日总人口为273人。